# Ayreon
Az Ayreon a holland származású Arjen Anthony Lucassen egyszemélyes zenekara.
A zenei stílusa túlnyomórészt progresszív rock, de elektronikus, klasszikus és népzenei motívumok is megtalálhatók benne, ezzel egy teljesen új zenei irányzatot teremtett. Az Ayreon albumok mind konceptalbumok, nagy részét "rock operának" vagy "metál operának" titulálják, mert mind egy-egy összefüggő, teljes történetet mesél el, saját szereplőkkel, melyeket neves énekesek személyesítenek meg.
Hangszerei a hagyományos hangszerektől kezdve (gitár, basszusgitár, dob, billentyű, hammond orgona) a népi hangszerekig (mandolin, hegedű, brácsa, cselló, fuvola, szitár, didgeridoo) terjednek.
Lucassen szerzi a zenét, és írja a dalszövegeket, énekel és játszik az Ayreon albumokon, sok vendégzenésszel kiegészülve.

## Történet
Az első Ayreon nagylemezt, a The Final Experimentet, 1995-ben adták ki, a története egy, a hatodik századi Angliában élő bárdról, Ayreonról szól. Ayreonnak, aki születése óta vak, különleges, hatodik érzéke van, amivel képes felfogni azokat az üzeneteket, amelyeket tudósok indítottak 2084-ből, amikor az emberiség már a kipusztulás határán van egy óriási háború miatt.
Ezen az albumon tizenhárom énekes és hét zenész szerepel, nagyrészt hollandok. A Final Experimentet sokszor az első metál operaként is szokták említeni, és mint a rockopera újjáteremtőjét. Az album címe eredetileg Ayreon: The Final Experiment volt, előadóként Arjen Lucassen volt feltüntetve, azonban az újabb kiadásokon ezt megváltoztatták, így lett a címe The Final Experiment, az előadó pedig Ayreon.
Az Actual Fantasy 1996-ból az egyetlen Ayreon album ami nem rendelkezik egybefüggő történettel. Azonban önálló fantasy történeteivel koncept-albumként tekinthetünk rá. Mindössze három énekes és három zenész "vendégeskedik" az Actual Fantasy-n. A számok témái későbbi Ayreon albumokon, főleg a két Universal Migrator-on térnek vissza.
Következő az Into the Electric Castle lett, 1998-ban. A kétlemezes album nyolc emberről szól, akik az emberiség történetének különböző korszakaiból kerültek egy furcsa helyre, ahol nincs tér és nincs idő. Egy titokzatos hang vezeti őket keresztül az "Electric Castle" termein.
A történetben nyolc énekes szerepel és tizenegy zenész, a titokzatos hang (Forever of the Stars) szövegeit írta és rögzítette Peter Daltrey.
A Universal Migrator ikeralbum (2000) egy sci-fi történet az utolsó élő emberről, aki egy marsi kolónián él. Az történet első felében (Universal Migrator Part 1: The Dream Sequencer), visszautazik az előző életei emlékei révén az időben, egy szerkezet segítségével, melynek neve Dream Sequencer. Az album lágy, atmoszferikus progresszív rock zene jellemzi.
A második részben (Universal Migrator Part 2: Flight of the Migrator) még visszább utazik, egészen az Ősrobbanásig. Ez az album jóval keményebb zenei hangzását tekintve.
Mindkét albumon 10 zenész énekel, sok hangszeressel kísérve. Az album egyik neves vendége Bruce Dickinson az Iron Maiden énekese, aki a Flight of the Migratoron tűnik fel.
A 2004-ben megjelent Ayreon album, amely a The Human Equation címet viseli, nem a szokásos sci-fi és fantasy mese, hanem egy emberről szól, aki egy furcsa autóbaleset után kómában fekszik a kórházban. A saját elméjébe zárva tölt el húsz napot, mialatt megelevenedett érzelmeivel találkozik, akik segítenek feltárni eddigi élete hibáit, és segítenek neki megváltozni. Az album végén azonban kiderül, hogy ez a történet is része az eddigieknek: mikor az ember felébredne a kómából, kiderül, hogy "ő" csak egy szimulációs program a Dream Sequencer gépen belül. Felébredésével a program futása megszakad, és a gép kikapcsol.
2004-ben, amikor az Ayreon kiadót váltott, Arjen elkezdte újra-kiadni az albumokat, A The Universal Migrator kétlemezes kiadvány lett, két, külön album helyett, az Actual Fantasy "Revisited" pedig teljesen újrakevert hangszerezéssel került boltokba. 2005-ben, az Ayreon tizedik születésnapja alkalmából újra kiadták a The Final Experimentet egy ajándék fél-akusztikus lemezzel. 2006 szeptemberében, amikor Arjen új stúdiója elkészült, nekilátott az új Ayreon album elkészítésének.
A következő Ayreon album címe 01011001 (2008-ban jelent meg). Ez az album az "Örökkévalóknak" ("Forever") nevezett lények történetét mondja el (velük találkozhattunk a Flight of the Migrator és az Into the Electric Castle albumokon is). Az album szintén két lemezes, az első CD az "Y" bolygó (az Örökkévalók otthona) történetét, míg a második CD a Föld történetét mondja el (bár az első CDn vannak a Földről származó történetek is). A 01011001 egyébként az Y ASCII kódjának bináris alakja.
A lemez egyazon napon jelent az Avantasia-projekt legutolsó lemezével. A média kihasználva a lehetőséget rögtön konfliktust igyekezett szítani a két hasonló stílusban utazó projekt vezetője, Lucassen és Tobias Sammet között, akik erre sikeresen rájátszottak: 2008 áprilisában megjelentették az Elected EP-t, melynek nyitó tétele Alice Cooper 1973-as dalának az új verziója. A szám végén a két zenész egymással versengve küzd: míg Lucassen azzal henceg, hogy lemezén Sammet példaképe, Bruce Dickinson is kapott szerepet, addig Sammet pedig Lucassen nagy kedvencét, magát Alice Coopert tudja énekesei sorában felvonultatni.
Ugyanebben az évben került kiadásra egy gyűjtőknek szánt három cd-ből és egy dvd-ből álló Ayreon-összeállítás a több lemezt végigkísérő sci-fi/fantasy-sztori legfontosabb dalaival. A bonusz DVD érdekességek és koncert felvételek gyűjteménye.

## Diszkográfia

### Albumok
- The Final Experiment (1995)
- Actual Fantasy (1996)
- Into the Electric Castle (1998)
- Universal Migrator Part 1: The Dream Sequencer (2000)
- Universal Migrator Part 2: Flight of the Migrator (2000)
- Ayreonauts Only (2000) – válogatáslemez
- The Human Equation (2004)
- 01011001 (2008)
- Timeline (2009) - válogatáslemez
- The Theory of Everything (2013)
- The Source (2017)

### Újrakiadások
- Into the Electric Castle (2004)
- Universal Migrator pt. 1 & 2 (2004)
- Actual Fantasy: Revisited (2004)
- The Final Experiment - Special Edition 2CD (2005)

### Kislemezek, EP-k
- Sail Away to Avalon (1995)
- The Stranger from Within (1996)
- Temple of the Cat (2000)
- Day Eleven: Love (2004)
- Day Sixteen: Loser (2004)
- Come Back to Me (2005)
- Elected (2008)